# Chactas latuffi
Espèce
Chactas latuffi est une espèce de scorpions de la famille des Chactidae.

## Distribution
Cette espèce est endémique du Venezuela. Elle se rencontre dans les États de Lara et de Yaracuy.

## Étymologie
Cette espèce est nommée en l'honneur de Felipe Latuff.

## Publication originale
- González-Sponga, "1975" 1976 : Chactas latuffi (Scorpionida: Chactidae) nueva especie del parque Terepaima, en las estribaciones de los andes estado Lara, Venezuela. Boletín de la Sociedad Venezolana de Ciencias Naturales, vol. 32, no 132/133, p. 115-129.